# David Lee
David Lee (San Luis, Misuri; 29 de abril de 1983) es un exjugador de baloncesto estadounidense que disputó 12 temporadas en la NBA. Con 2,06 metros de estatura, jugaba en la posición de ala-pívot, pero también se desenvolvía en la posición de pívot.

## Carrera

### Instituto
Lee jugó en Chaminade College Preparatory School. Por aquel entonces, David era únicamente zurdo, pero se convirtió en ambidiestro ya que se rompió el brazo. Antes de pasar a la Universidad de Florida, Lee fue McDonald's All American y ganó el concurso de mates de la edición de 2001.

### Universidad
David pasó el ciclo universitario de cuatro años en la Universidad de Florida con los Gators. Allí se destapó como un correoso ala-pívot, físicamente muy duro y batallador bajo aros. 
En su año freshman firmó 7 puntos - 4,7 rebotes y 11,2 - 6,8 como sophomore. Sus mejores temporadas estarían por llegar, mejoró en la 2004-2005 donde se fue hasta los 13,3 puntos y 6,8 rebotes. En su último año en Florida se despidió con 13,6 puntos y 9 rebotes.
Acabó en el Top 15 en anotación histórica en Florida, 8º en dobles-dobles totales (22), 5º en porcentaje en tiros de campo (58,1), 6º en tapones (109) y 3º en mates (157).

### NBA

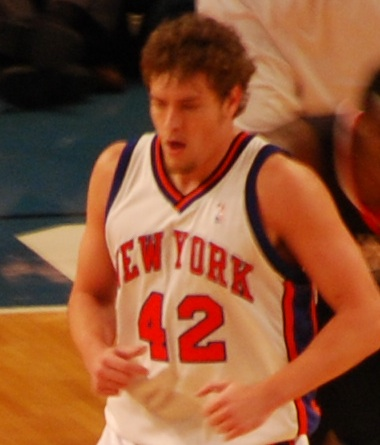
Lee, con la camiseta de los Knicks.

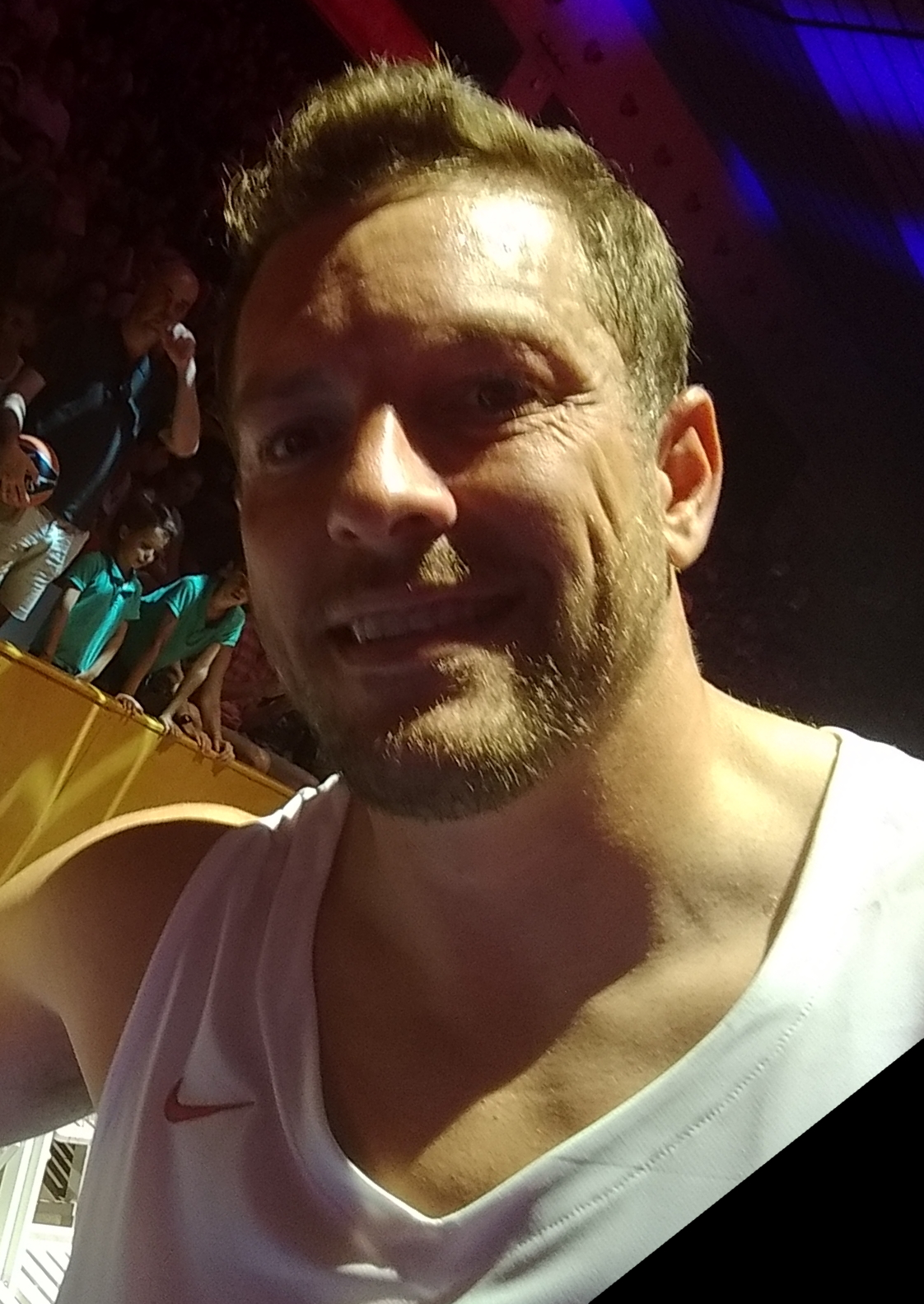
David Lee en julio de 2018.

Lee fue elegido por New York Knicks en el último lugar de 1.ª ronda del draft de 2005. Aquella fue la tercera elección en 1.ª ronda de los Knicks tras Channing Frye y Nate Robinson.
Su elección despertó tantas dudas en los aficionados de los Knicks que silbaron cuando se produjo la elección y Lee se encaminaba a David Stern. Lee firmó con la franquicia el 1 de julio de 2005. 
En la liga de verano de Las Vegas y Minneapolis promedió 11,5 puntos (56,7% en tiros) y 5,6 rebotes en lo que supuso su primer acto como un Knick.
En su año rookie, la 2005-2006 Lee disputó 14 encuentros de titular, 13 de ellos seguidos y correspondientes a los meses de diciembre de 2005 y enero de 2006. En ese espacio de tiempo se marcó su mejor partido como novato, firmó 23 puntos (con 10 de 11 en tiro) y 15 rebotes en la victoria sobre Phoenix Suns después de tres prórrogas. Esos 23 se mantienen a día de hoy como mejor marca personal en puntos. La marca de rebotes fue superada en su segunda campaña, con 20 frente a Utah Jazz.
Lee acabó su primera temporada en la NBA promediando 5,2 puntos (59,6% en tiro) y 4,5 rebotes.
En la 2006-2007, daría un salto cualitativo impresionante, sus números fueron de 10,7 puntos y 10,4 rebotes, convirtiéndose en uno de los posibles candidatos a jugador más mejorado a medida que avanzaba la temporada. Otro de los éxitos a nivel personal que cosechó Lee fue el MVP del Rookie Challenge de 2007, después de firmar 30 puntos (con 14-14 en tiros) y 11 rebotes.
Empezó la campaña de titular por la lesión de Channing Frye y a finales de año fue uno de los 10 jugadores expulsados en la pelea que tuvo lugar en el Denver Nuggets-New York Knicks. Sin embargo, Lee no fue suspendido por la liga.
Su canasta más importante llegó un 20 de diciembre de 2006 en un encuentro que los enfrentaba a Charlotte Bobcats. Con sólo 0,1 segundos por jugar, Lee aprovechó un híbrido entre alley-hoop y palmeo (en realidad fue esto, pero lo de alley hoop referido a la manera de dar el pase) para dar la victoria a su equipo.
Hasta el parón del All Star, Lee promedió 11,1 puntos (con 61% en tiros, 1º en la liga), 10,8 rebotes y 1,8 asistencias en 30,9 minutos de juego. Pero desgraciadamente, David también se vio involucrado en la plaga de lesiones que asoló a los Knicks y que los mermó en sus opciones de playoffs. En el caso de Lee, su lesión se produjo el 23 de febrero de 2007 frente a Milwaukee Bucks. David cayó sobre el pie de Andrew Bogut y se torció la rodilla. El primer diagnóstico reflejaba que el jugador podría regresar en pocos días, pero tras estar fuera 3 semanas y no volver aun a las canchas los servicios médicos tuvieron que volverle a examinar y encontraron que la torcedura era mucho más importante de lo que indicaba el primer diagnóstico.
En la temporada 2009-2010, empezó de gran forma promediando unos magníficos números de 20 puntos y 11 rebotes. Al llegar al All Star, David, no fue escogido por los entrenadores, ya que sorprendió que hubiera un hombre como Al Horford (estadísticamente peor). Pero como consecuencia de las lesiones previas a la gran cita, David Lee sustituyó a Allen Iverson para participar su primer All Star.
En julio de 2010, fue traspasado a Golden State Warriors a cambio de Anthony Randolph, Kelenna Azubuike, Ronny Turiaf y una futura elección de segunda ronda.
El 8 de julio de 2015 se anuncia la partida de Lee a los Celtics a cambio del veterano Gerald Wallace.
El 19 de febrero de 2016 es despedido por los Celtics, pero tres días después fichó por los Dallas Mavericks.
El 29 de julio de 2016 se hace público que firmó por dos temporadas con los San Antonio Spurs, cobrando el salario mínimo para veteranos (unos 2,1 millones de dólares).
Tras disputar su último año en San Antonio, el 19 de noviembre de 2017, anunció su retirada.

## Estadísticas de su carrera en la NBA
|  | Denota temporada en la que ganó el Campeonato de la NBA |

### Temporada regular
| Año      | Equipo       | PJ  | PT  | MPP  | %TC  | %3P  | %TL  | RPP  | APP | ROB | TPP | PPP  |
| -------- | ------------ | --- | --- | ---- | ---- | ---- | ---- | ---- | --- | --- | --- | ---- |
| 2005-06  | New York     | 67  | 14  | 16.9 | .598 | .000 | .577 | 4.5  | 0.6 | 0.4 | 0.3 | 5.1  |
| 2006-07  | New York     | 58  | 12  | 29.8 | .600 | .000 | .815 | 10.4 | 1.8 | .8  | .4  | 10.7 |
| 2007-08  | New York     | 81  | 29  | 29.1 | .552 | .000 | .819 | 8.9  | 1.2 | .7  | .4  | 10.8 |
| 2008-09  | New York     | 81  | 74  | 34.9 | .549 | .000 | .755 | 11.7 | 2.1 | 1.0 | .3  | 16.0 |
| 2009-10  | New York     | 81  | 81  | 37.3 | .545 | .000 | .812 | 11.7 | 3.6 | 1.0 | .5  | 20.2 |
| 2010-11  | Golden State | 73  | 73  | 36.1 | .507 | .333 | .787 | 9.8  | 3.2 | 1.0 | .4  | 16.5 |
| 2011-12  | Golden State | 57  | 57  | 37.2 | .503 | .000 | .782 | 9.6  | 2.8 | .9  | .4  | 20.1 |
| 2012-13  | Golden State | 79  | 79  | 36.8 | .519 | .000 | .797 | 11.2 | 3.5 | .8  | .3  | 18.5 |
| 2013-14  | Golden State | 69  | 67  | 33.2 | .523 | .000 | .780 | 9.3  | 2.1 | .7  | .4  | 18.2 |
| 2014-15  | Golden State | 49  | 4   | 18.4 | .511 | .000 | .654 | 5.2  | 1.7 | .6  | .5  | 7.9  |
| 2015-16  | Boston       | 30  | 4   | 15.7 | .453 | .000 | .784 | 4.3  | 1.8 | .4  | .4  | 7.1  |
| 2015-16  | Dallas       | 25  | 1   | 17.3 | .636 | .000 | .738 | 7.0  | 1.2 | .4  | .6  | 8.5  |
| 2016-17  | Spurs        | 79  | 10  | 18.7 | .590 | .000 | .10  | 4.3  | 1.6 | .4  | .5  | 7.3  |
| Total    | Total        | 829 | 505 | 30.4 | .533 | .034 | .774 | 9.2  | 2.3 | .8  | .4  | 14.2 |
| All-Star | All-Star     | 2   | 0   | 13.0 | .714 | .000 | .000 | 2.0  | .5  | 1.0 | .0  | 5.0  |

### Playoffs
| Año   | Equipo       | PJ | PT | MPP  | %TC  | %3P  | %TL  | RPP | APP | ROB | TPP | PPP  |
| ----- | ------------ | -- | -- | ---- | ---- | ---- | ---- | --- | --- | --- | --- | ---- |
| 2013  | Golden State | 6  | 1  | 10.8 | .394 | .000 | .667 | 4.7 | .8  | .5  | .2  | 5.0  |
| 2014  | Golden State | 7  | 7  | 31.1 | .532 | .000 | .789 | 9.1 | 2.4 | .6  | .0  | 13.9 |
| 2015  | Golden State | 13 | 0  | 8.2  | .400 | .000 | .533 | 2.6 | .6  | .2  | .2  | 3.1  |
| 2016  | Dallas       | 2  | 0  | 16.5 | .750 | .000 | .000 | 3.0 | .5  | .0  | .0  | 6.0  |
| 2017  | San Antonio  | 15 | 4  | 16.3 | .521 | .000 | .647 | 3.8 | .7  | .3  | .3  | 5.6  |
| Total | Total        | 43 | 12 | 15.5 | .490 | .000 | .667 | 4.4 | 1.0 | .3  | .2  | 5.6  |

## Vida personal
Se casó con la tenista danesa Caroline Wozniacki en Italia el 16 de junio de 2019. En febrero de 2021 se hizo público que estaban esperando su primer hijo, que nacería el 13 de junio, llamándose Olivia Lee-Wozniacki. El 19 de junio de 2022, anunció en sus redes sociales que estaban esperando a su segundo hijo, al cual dieron la bienvenida el 24 de octubre del 2022, un varón llamado James Lee-Wozniacki. El 6 de abril de 2025 su esposa, a través de su cuenta de Instagram, anunció que estaba esperando a su tercer hijo.